# Apoprojekt
Die apoprojekt GmbH ist ein 2007 von Hendrik von Paepcke und Alexander Knälmann in Hamburg gegründetes Unternehmen, das sich auf alle Transformationsaufgaben im Immobilienbestand spezialisiert hat. Im Design & Build-Verfahren bietet das General-Bauunternehmen Projekte im Mieterausbau sowie Revitalisierungen und Refurbishments im Bestand an. Im Geschäftsjahr 2023 hat das Unternehmen eine Bauleistung in Höhe von 350 Mio. EUR erwirtschaftet und 600 Mitarbeitende in Deutschland beschäftigt.
Das inhabergeführte Unternehmen ist mit 6 Standorten und rund 600 Mitarbeitenden in ganz Deutschland vertreten. Neben dem Hauptsitz in Hamburg befinden sich weitere Niederlassungen in Berlin (Region Nord/Ost), Düsseldorf und Frankfurt am Main (Region West) sowie München und Stuttgart (Region Süd).
Zu den Kunden von apoprojekt zählen unter anderem die Allianz, Amazon, Apple, die Commerzbank und die Deutsche Telekom. Bislang hat apoprojekt rund 4.400 Projekte bei einem Bauvolumen von über 1,7 Milliarden Euro realisiert.

## Geschäftstätigkeit
apoprojekt plant und baut Büroflächen als Generalübernehmer aus. Die realisierten Projekte befinden sich vorwiegend in Bestandsgebäuden. Die gesamte Planung einschließlich der Technischen Gebäude Ausstattung (TGA/Versorgungstechnik) erbringt apoprojekt in der Regel selbst. Die für die Realisierung der Bauprojekte notwendigen Bauleistungen werden an Nachunternehmer (Subunternehmen) vergeben und von eigenen Projektleitungs-Teams gesteuert.
Neben dem reinen Innenausbau werden auch Großprojekte im Bestand abgewickelt, bei denen teilweise auch Hochbau- und Fassadenarbeiten mit angeboten werden. Um die Kunden bei der Vermietbarkeit von älteren Gebäuden zu unterstützen, wurde das Produkt „Development Konzepte“ entwickelt, bei dem man Bürogebäude ganzheitlicher betrachtet und auch wirtschaftliche Aspekte der Eigentümer betrachtet.
Seit 2016 beschäftigt sich das Unternehmen intensiv mit den Bedürfnissen von Coworking-Anbietern wie z. B. WeWork und realisierte für diese zahlreiche Objekte.

## Bauprojekte (Auswahl)
- 2024: Haus Friedrichstadt in Berlin
- 2023: Mercedes-Benz-Niederlassung in München
- 2023: Hapag-Lloyd AG Rosenstraße 9–11 in Hamburg
- 2022: Viktoria Karree in Bochum
- 2022: Oberpostdirektion in Berlin
- 2022: Ringbahnstraße in Berlin
- 2010: The Squaire in Frankfurt am Main
- 2011–2019: Kranhaus Süd (Kranhäuser) in Köln
- 2017: Kastor und Pollux (Frankfurt am Main)
- 2015–2017: Horten-Hauptverwaltungsgebäude in Düsseldorf
- 2017–2018: Upper West in Berlin (2017–2018)
- 2018–2019: Kaufhaus Jandorf (Warenhaus am Weinberg) in Berlin

## Auszeichnungen
- 2017, 2018 und 2019: „Focus Business – Wachstumschampion“[9]
- 2017, 2018, 2019 und 2023: „Top Job Award“[10][11]
- 2013: „Urban Land Institute Young Leader Award“ für die beiden Gründer[12][13]